# (3844) Lujiaxi
(3844) Lujiaxi (1966 BZ) – planetoida z pasa głównego asteroid okrążająca Słońce w ciągu 4,52 lat w średniej odległości 2,73 j.a. Została odkryta 30 stycznia 1966 roku.